# Lena Schömann
Lena Schömann (* 8. Juni 1980 in München als Lena Olbrich) ist eine deutsche Filmproduzentin.

## Leben
Lena Schömann absolvierte 2005 den Master der deutschen Literatur und Kommunikation an der Ludwig-Maximilians-Universität München. Während des Studiums war sie an der Entstehung mehrerer TV- sowie Kinoproduktionen beteiligt.
2010 erhielt sie für die Verfilmung des Jugendbuchbestsellers Vorstadtkrokodile von Christian Ditter den Deutschen Filmpreis.
Mit dem Publikumserfolg Türkisch für Anfänger von Bora Dagtekin verantwortete sie 2012 die erste Kino-Adaption einer deutschen Comedy-Serie. 2013 produzierte sie den Kino-Hit Fack ju Göhte von Bora Dagtekin, gefolgt von Fack ju Göhte 2 (2015) und Fack ju Göhte 3 (2017). 
2019 produzierte Lena Schömann den Ensemblefilm Das perfekte Geheimnis von Bora Dagtekin, der ebenfalls zum erfolgreichsten Film des Jahres avancierte.
Bei der Verleihung des 41. Bayerischen Filmpreises wurde sie 2020 mit dem Produzentenpreis ausgezeichnet.
Sie verantwortete den Mystery-Thriller Silber und das Buch der Träume von Helena Hufnagel, der 2023 Premiere beim Tallinn Black Nights Film Festival feierte.
2024 produzierte sie den erfolgreichen Kino-Film Chantal im Märchenland von Bora Dagtekin, ein Ableger der Fack-ju-Göhte-Reihe.

## Filmografie (Auswahl)
- 2003–2007: Was nicht passt, wird passend gemacht
- 2006: Die ProSieben Märchenstunde
- 2007: ProSieben Funny Movies
- 2007: Die ProSieben Märchenstunde – 2. Staffel
- 2007: Neues vom Wixxer
- 2009: Vorstadtkrokodile
- 2010: Vorstadtkrokodile 2
- 2011: Vorstadtkrokodile 3
- 2011: Wickie auf großer Fahrt
- 2012: Türkisch für Anfänger
- 2013: Fack ju Göhte
- 2015: Fack ju Göhte 2
- 2017: Fack ju Göhte 3
- 2019: Das perfekte Geheimnis
- 2023: Silber und das Buch der Träume
- 2024: Chantal im Märchenland

## Auszeichnungen
- 2010: Deutscher Filmpreis – Bester Kinderfilm Vorstadtkrokodile
- 2011: Kinder-Medien-Preis „Weißer Elefant“ – Produzentenpreis Vorstadtkrokodile 1–3
- 2012: Bambi in der Kategorie: Film National für Türkisch für Anfänger
- 2012: DVD Champion in der Kategorie Deutscher Film Türkisch für Anfänger
- 2012: Deutscher Comedy-Preis für Türkisch für Anfänger
- 2013: Deutscher Filmpreis in der Kategorie: Publikumspreis Fack ju Göhte
- 2013: Bayerischer Filmpreis in der Kategorie: Publikumspreis Fack ju Göhte
- 2014: Deutscher Filmpreis in der Kategorie: Besucherstärkster Film des Jahres Fack ju Göhte
- 2014: Bambi in der Kategorie Film National für Fack ju Göhte
- 2014: Deutscher Comedy-Preis für Fack ju Göhte
- 2014: Jupiter in der Kategorie Erfolgreichster Film für Fack ju Göhte
- 2014: Jupiter in der Kategorie: Bester Film National für Fack ju Göhte
- 2014: Civis Kinopreis für Fack ju Göhte
- 2014: FFF Bayern Schwergewicht für Fack ju Göhte
- 2015: Silber Bogey für mehr als zwei Millionen Zuschauer am Startwochenende Fack ju Göhte 2
- 2015: Goldene Leinwand mit Stern Fack ju Göhte 2
- 2016: Deutscher Filmpreis in der Kategorie: Besucherstärkster Film des Jahres für Fack ju Göhte 2
- 2017: Bayerischer Filmpreis in der Kategorie: Publikumspreis für Fack ju Göhte 3
- 2018: Deutscher Filmpreis in der Kategorie: Besucherstärkster Film des Jahres für Fack ju Göhte 3
- 2018: Jupiter in der Kategorie: Bester Film National für Fack ju Göhte 3
- 2019: Bayerischer Filmpreis in der Kategorie: Produzentenpreis für Das perfekte Geheimnis
- 2019: Bambi in der Kategorie: Bester Film National für Das perfekte Geheimnis
- 2020: Deutscher Filmpreis in der Kategorie: Besucherstärkster Film des Jahres für Das perfekte Geheimnis
- 2020: Jupiter in der Kategorie: Bester Film National für Das perfekte Geheimnis
- 2025: Jupiter in der Kategorie: Bester Film National für Chantal im Märchenland